# 중산중학교
중산중학교(中山中學校)는 대한민국 경기도 고양시 일산동구 중산동에 있는 공립 중학교이다. 

## 학교 연혁
- 1994년 11월 1일 : 중산중학교 설립인가 (30학급)
- 1995년 8월 31일 : 교사 1동 신축 (18개 교실)
- 1995년 9월 1일 : 중산중학교 개교 (4학급, 129명), 초대 최희준 교장 취임
- 1996년 2월 15일 : 제1회 졸업식 (34명)
- 1999년 11월 24일 : 교육부 지정 <인성교육 연구> 발표
- 2017년 3월 2일 : 제9대 김재순 교장 취임
- 2018년 3월 2일 : 2018학년도 입학식 (6학급, 172명)
- 2019년 1월 9일 : 제24회 졸업식 (8학급, 236명)
- 2019년 12월 27일 : 제25회 졸업식 (7학급, 213명)
- 2021년 1월 12일 : 제26회 졸업식 (6학급, 165명)
- 2022년 1월 5일 : 제27회 졸업식 (6학급, 183명)
- 2022년 3월 2일 : 제10대 교장 취임
- 2023년 1월 5일 : 제28회 졸업식 (6학급, 165명)
- 2023년 12월 18일 : 제29회 졸업식 (6학급)
- 2025년 1월 13일 : 제30회 졸업식 (6학급)

## 참고 자료
- 중산중학교 - 한국교육학술정보원 학교알리미